# Stella Deetjen
Tara Stella Deetjen (* 1970 in Frankfurt am Main) ist eine deutsche Entwicklungshelferin. Sie ist Gründerin und Geschäftsführerin des Vereins Back to Life e. V.

## Leben
Stella Deetjen machte ihr Abitur am Kaiserin-Friedrich-Gymnasium in Bad Homburg vor der Höhe. Nach einer Schauspielausbildung machte sie Anfang der 1990er Jahre eine mehrmonatige Rucksackreise durch Indien. In der Stadt Benares kam sie mit einer Gruppe Leprakranken in Kontakt und beschloss, dort zu bleiben und ihnen zu helfen. Sie errichtete eine Straßenklinik, drei Kinderheime, ein Day-Care-Center sowie 13 Lernzentren in den Slums von Benares – zuerst zusammen mit freiwilligen Helfern, später mit Hilfe lokaler indischer Partnerorganisationen. 1996 wurde der Verein Back to Life e. V. gegründet. 2009 wandte sich Stella Deetjen Nepal zu, einem der ärmsten Staaten der Erde.
Dort beginnen die Projektaktivitäten im nepalischen Berggebiet von Mugu, das zu den ärmsten und abgelegensten Gegenden des Landes zählt. Mittlerweile hat Back to Life e. V. in Nepal 15 Geburtshäuser gebaut sowie 36 Schulgebäude errichtet und ausgestattet. Heutzutage ist der Verein in drei Projektgebieten in Nepal tätig. In Chitwan begann das Stipendienprogramm, das mittlerweile jährlich knapp 4.000 Schüler von der ersten Klasse bis zum Abschluss der 12. Klasse unterstützt. Im Bezirk Nuwakot begann Back to Life e. V. seine Arbeit nach dem Erdbeben 2015 mit Katastrophenhilfe und dem Wiederaufbau für die zerstörten Schulen. In allen Projektgebieten gibt es zudem soziale, landwirtschaftliche und medizinische Projekte, die einem gemeindebasierten, nachhaltigen Ansatz folgen. Nach Angaben des Vereins haben die Programme mittlerweile bis zu 55.000 Menschen in Nepal erreicht. Knapp 9.000 Schüler und Schülerinnen profitieren jedes Jahr von den Bildungsinitiativen von Back to Life e. V. Unter dem Leitgedanken „Hilfe zur Selbsthilfe“ werden die Projekte von Gründerin Stella Deetjen und dem Team in Nepal und Deutschland konzipiert und umgesetzt.
2016 hat Stella Deetjen über ihre Zeit in Indien und die Entstehungsgeschichte von Back to Life e. V. ein Buch mit dem Titel Unberührbar – Mein Leben unter den Bettlern in Benares veröffentlicht.

## Öffentliches Auftreten
Stella Deetjen nutzt die mediale Öffentlichkeit, um auf ihre gemeinnützigen Projekte aufmerksam zu machen. Hierfür nimmt sie Auftritte in TV (u. a. Beckmann, Tietjen und Hirschhausen, Markus Lanz, NDR-Talkshow, Planet Wissen, Kölner Treff, Menschen hautnah, DAS!, 3 nach 9) und Radio (u. a. hr3 – Bärbel Schäfer Live, WDR 5 – Neugier genügt) wahr. 2007 war sie auf dem Wiener Opernball. Außerdem hält Stella Deetjen regelmäßig Vorträge über die Entstehung und Arbeit des Vereins Back to Life e. V. – z. B. bei Rotary und Lions Clubs, Stiftungen, Schulen oder bei privaten Veranstaltungen. Stella Deetjens Aussehen ist auffällig, sie trägt blonde Dreadlocks und kleidet sich oft in indischen Saris.

## Preise und Auszeichnungen
- 2006: World Hope Awards
- 2006: Elisabeth-Norgall-Preis
- 2007: Goldene Bild der Frau
- 2007: Frauenlauf Award
- 2015: Holzisch Latern
- 2015: Nomadin des Jahres
- 2018: Goldenes Lot[6]
- 2019: Grand Prix International Trophée de femmes[7]

## Transparenz von Back to Life e. V.
Seit dem Jahr 2009 informiert der Verein jährlich durch die Veröffentlichung eines Finanzberichtes sowie eines Tätigkeitsberichtes (seit 1997) über die Verwendung der eingegangenen Spenden. Die Jahresberichte der Organisation sind auf der Internetseite von Back to Life e. V. veröffentlicht. Der Verein hat sich der „Initiative Transparente Zivilgesellschaft“ angeschlossen und ermöglicht auf seiner Internetseite die Einsicht aller relevanten Informationen. Das DZI schätzt das Auskunftsverhalten des Vereins als offen ein und hat bei der Durchsicht der Dokumente bisher keine kritischen Anhaltspunkte festgestellt. Der Verein veröffentlicht drei Mal pro Jahr ein ausführliches, kostenfreies Magazin, mit welchem über den Verlauf der Projekte berichtet wird.